# Hemiscorpius tellinii
Espèce
Hemiscorpius tellinii est une espèce de scorpions de la famille des Hemiscorpiidae.

## Distribution
Cette espèce est endémique d'Érythrée. Elle se rencontre vers Halibaret.

## Description
La femelle holotype mesure 34 mm.

## Étymologie
Cette espèce est nommée en l'honneur d'Achilles Tellini.

## Publication originale
- Borelli, 1904 : Di alcuni scorpioni della Colonia Eritrea. Bollettino dei Musei di Zoologia ed Anatomia comparata della Reale Universita di Torino, vol. 19, no 463, p. 1-5 (texte intégral).